# Cmentarz wojenny nr 163 – Tuchów
Cmentarz wojenny nr 163 w Tuchowie – zabytkowy cmentarz z I wojny światowej znajdujący się w Tuchowie w województwie małopolskim, w powiecie tarnowskim. Jest jednym z 400 zachodniogalicyjskich cmentarzy wojennych zbudowanych przez Oddział Grobów Wojennych C. i K. Komendantury Wojskowej w Krakowie. W VI okręgu tarnowskim cmentarzy tych jest 63.

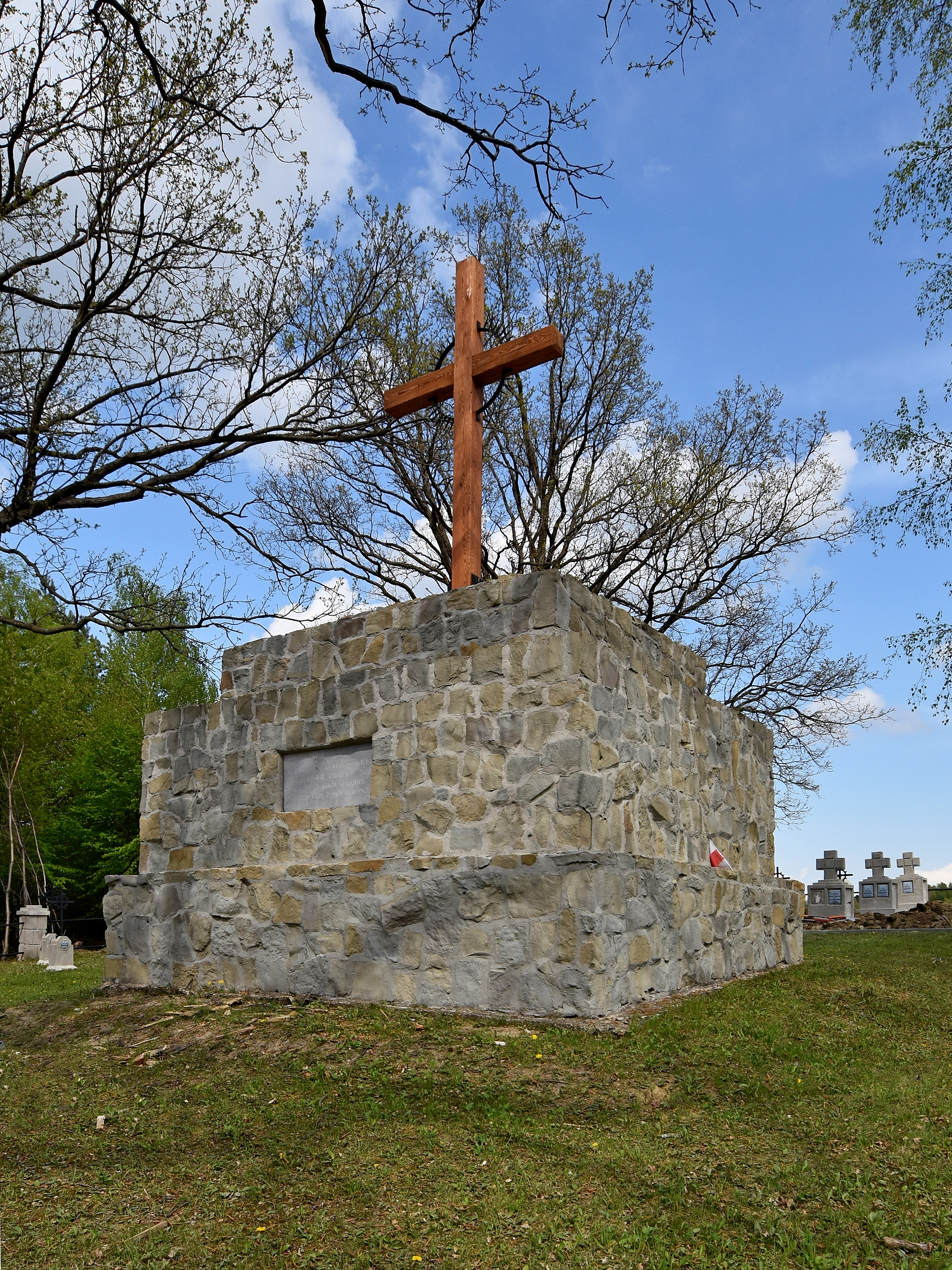
Pomnik centralny

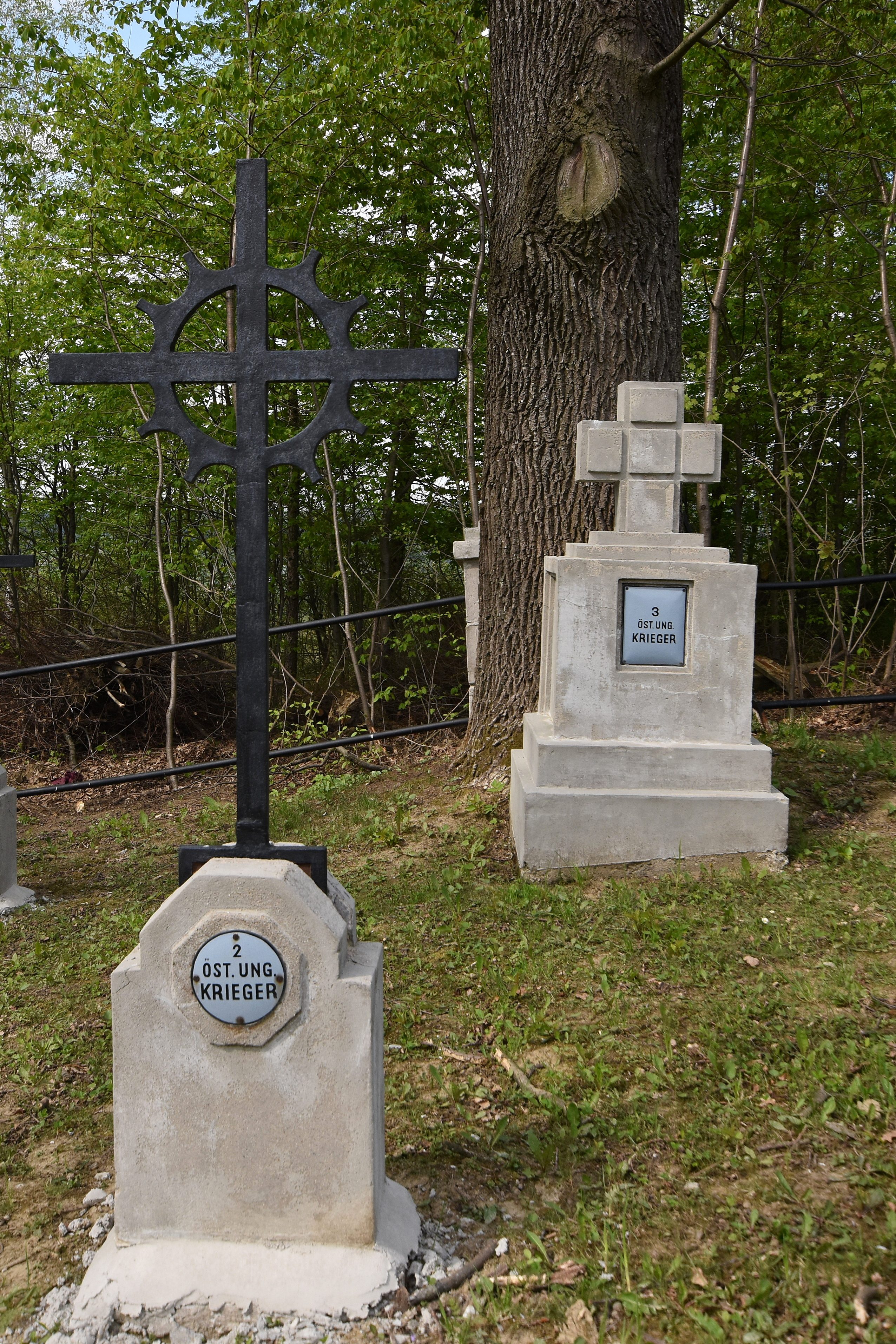
Nagrobki

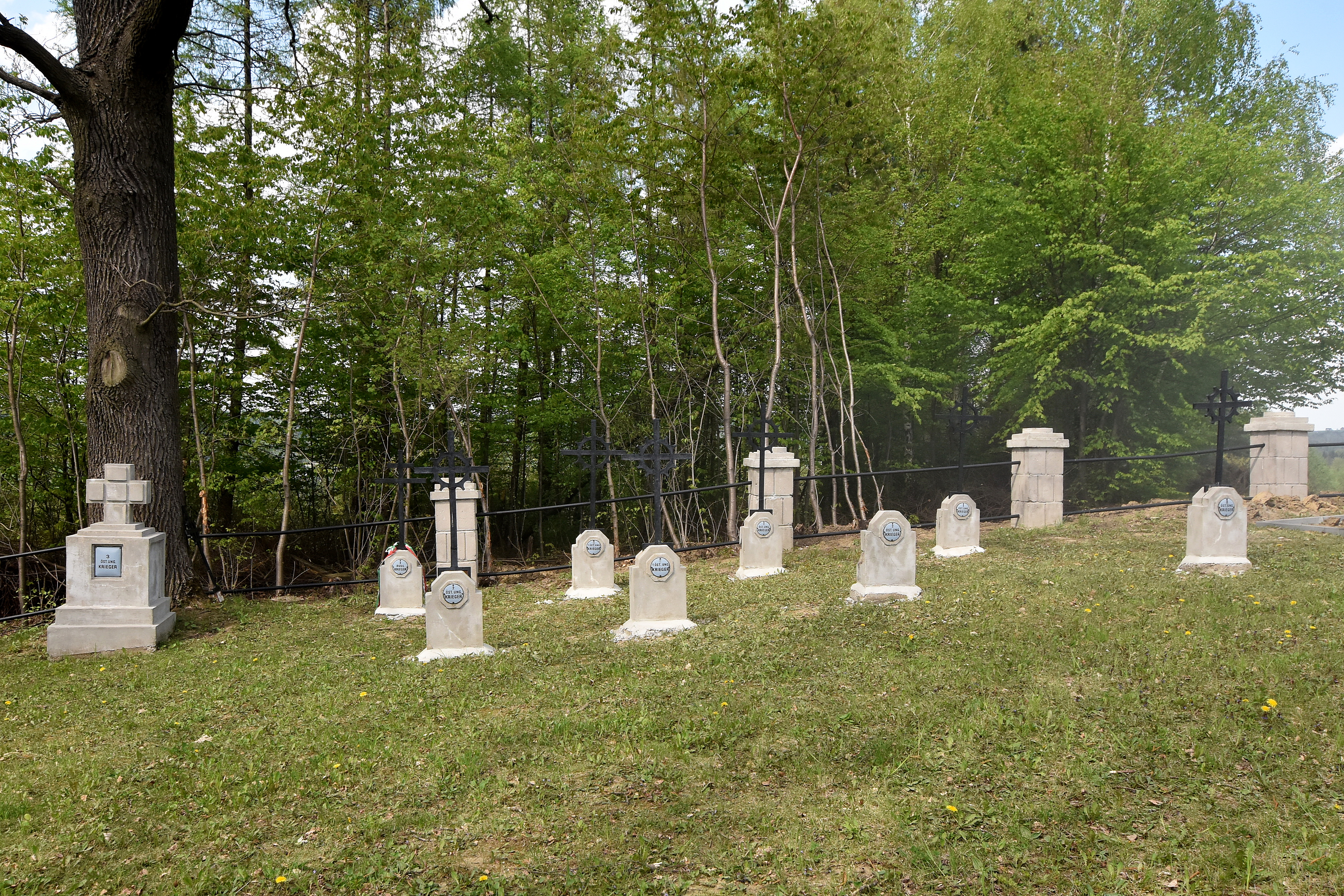
Nagrobki

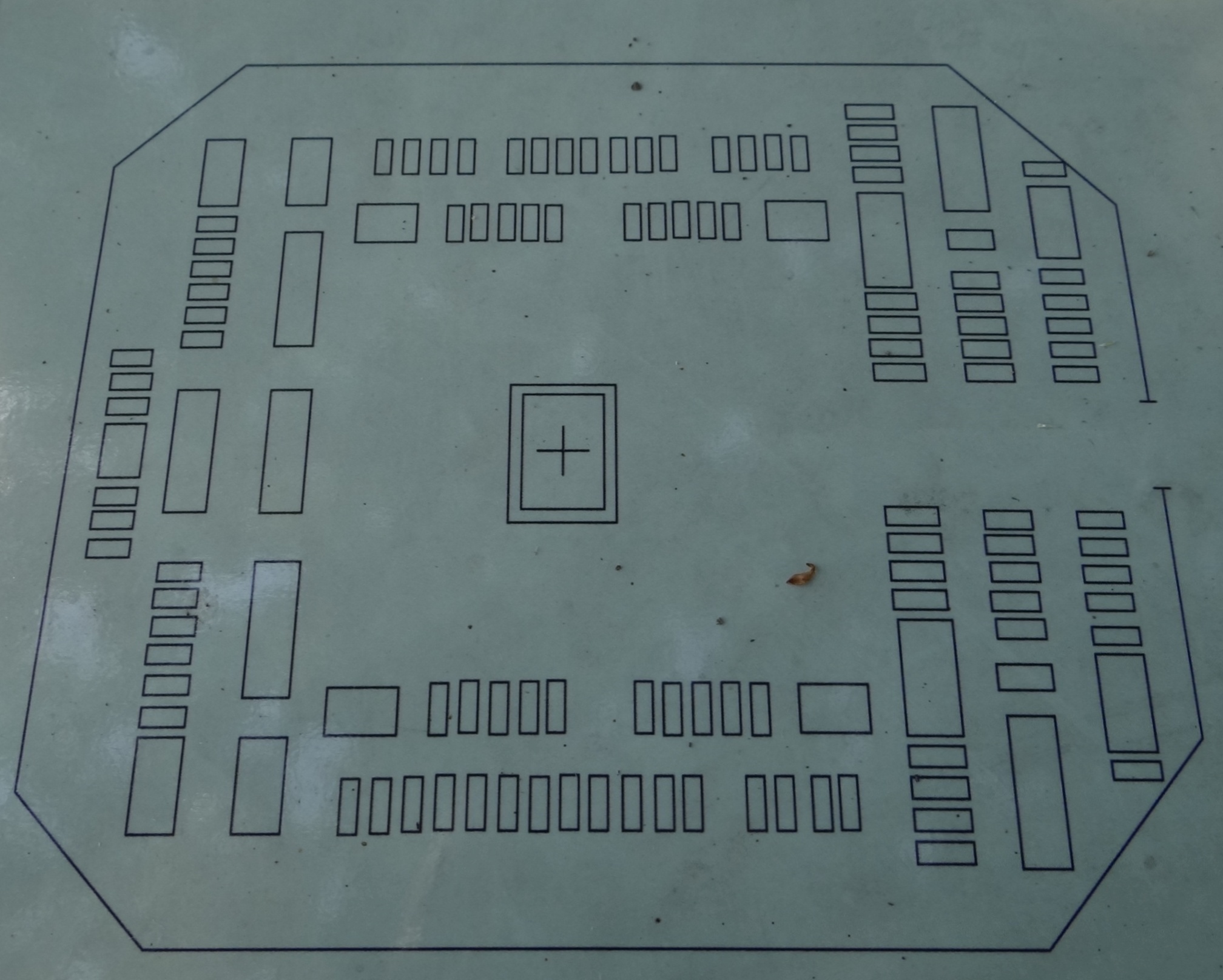
Plan cmentarza

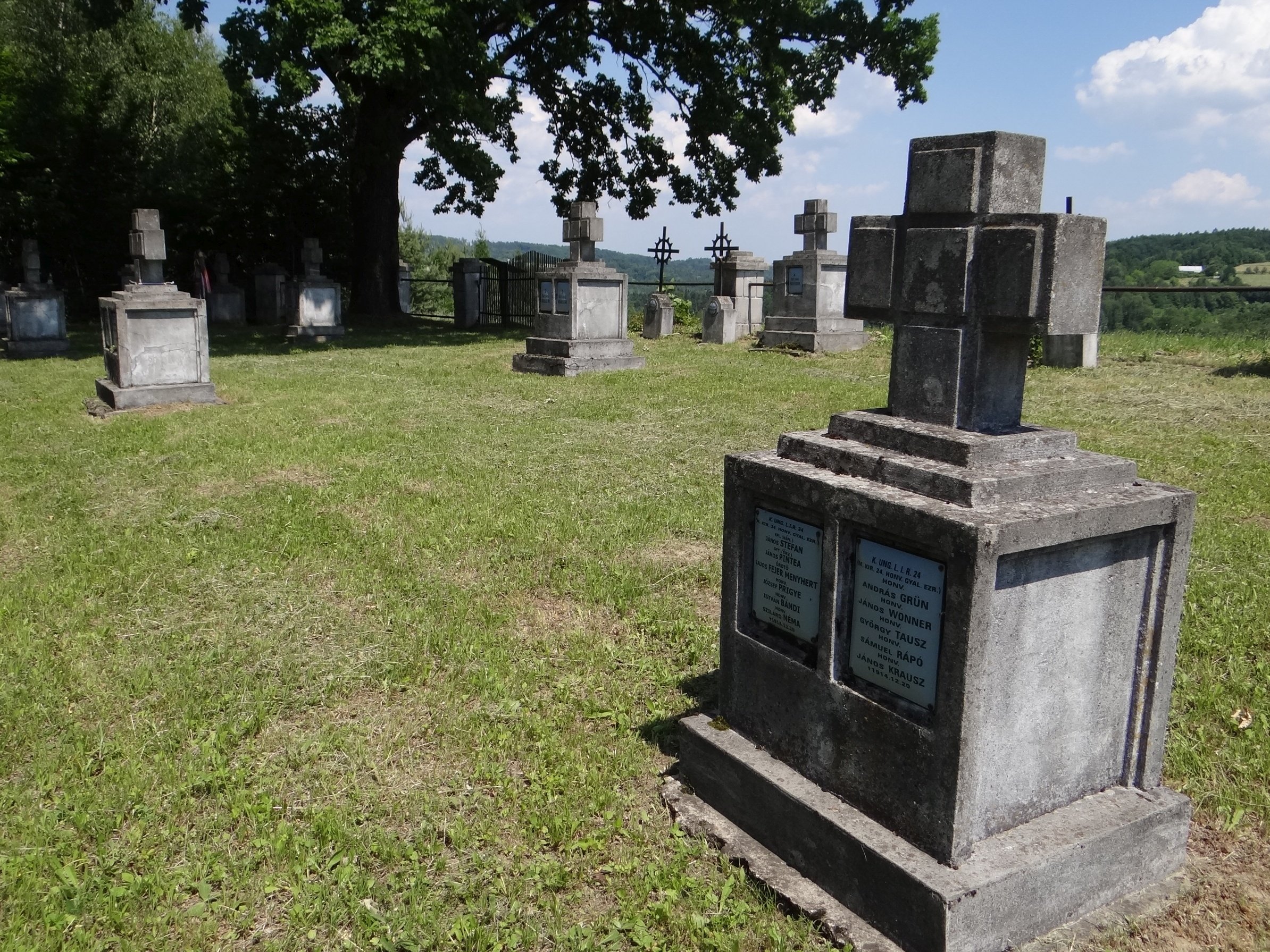
Fragment cmentarza przed remontem

## Lokalizacja
Cmentarz znajduje się na szczycie wzgórza Furmaniec (313 m) wznoszącego się po północno-wschodniej stronie klasztoru w Tuchowie. Od klasztoru w Tuchowie doprowadzi do niego czarny szlak turystyki pieszej. Do cmentarza można również dojechać asfaltową drogą prowadzącą z Tuchowa do Zalasowej. Cmentarz znajduje się po lewej stronie tej drogi, w odległości ok. 100 m. Dojście polną drogą wskazuje oryginalny austriacki betonowy słup informacyjny z betonową tabliczką. Wzgórze jest bezleśne, dzięki temu roztacza się z niego szeroka panorama widokowa. Obok cmentarza znajduje się punkt widokowy, tablica z opisaną panoramą widokową, miejsce na biwak i krzyż upamiętniający papieża Jana Pawła II.

## Opis cmentarza
Zaprojektowany został przez niemieckiego architekta Heinricha Scholza na planie prostokąta o ściętych narożach. Ogrodzenie cmentarza tworzą metalowe rury rozpięte między murowanymi z kamienia słupkami. Wejście przez dwuskrzydłową bramkę. Pomnik centralny to murowany z kamieni czterostopniowy postument, na którym ustawiono drewniany krzyż łaciński. Na jego przedniej ścianie są daty 1914, 1915, na tylnej inskrypcja w języku niemieckim. 
W tłumaczeniu na język polski oznacza ona: „Nie martwcie się tym, że nasze usta zamilkły, przecież nasze groby będą wam mówić o umiłowaniu ojczyzny". Nagrobki umieszczone są symetrycznie wzdłuż wszystkich boków cmentarza, przy pomniku centralnym pozostawiono sporo miejsca. Są trzy rodzaje tych nagrobków:
- betonowe, podobne do postumentu krzyża, ale z betonowym krzyżem,
- betonowe stele z żeliwnym krzyżem łacińskim zwieńczonym również żeliwną glorią,
- betonowe stele z żeliwnym krzyżem lotaryńskim.

Na wszystkich nagrobkach są blaszane tabliczki informacyjne.

## Polegli
Na cmentarzu pochowano 137 żołnierzy austro-węgierskich i 97 rosyjskich w 106 grobach pojedynczych i 22 zbiorowych. Z nazwiska znanych jest 68 żołnierzy austro-węgierskich. Wszyscy oni polegli w dniu 20 grudnia 1914 r. jeden w maju 1915 r.. Znani z nazwisk żołnierze armii austro-węgierskiej walczyli w 24 pułku piechoty honwedu, który rekrutowany był w rejonach Brasov; Kronstadt  i Miercurea Ciuc w dzisiejszej Rumunii. Żołnierze armii rosyjskiej walczyli m.in. w 125. Kurskim, 128. Starooskolskim i 130. Chersońskim pułkach piechoty. Wszystkie te pułki wchodziły w skład 32. i 33. kijowskich dywizji piechoty. Ponadto niektórzy służyli w 70. Brygadzie Artylerii.

## Los cmentarza
Po II wojnie światowej nie dbano o cmentarze z I wojny i popadały one w ruinę. Również cmentarz nr 163 był w dużym stopniu zniszczony, szczególnie jego pomnik centralny. Został gruntownie wyremontowany, m.in. odbudowano pomnik centralny, wyremontowano nagrobki, wykonano nowe tabliczki informacyjne, nową furtkę wejściową. Po remoncie jest w bardzo dobrym stanie (2015 r.). Początkowo planowano umieszczenie na pomniku centralnym krzyża wykonanego z kamiennych bloków (plan taki zachował się w Krakowskim Archiwum Państwowym), później jednak architekt zmienił plan i umieścił krzyż drewniany. Remontu dokonał w latach 1988/1989 Austriacki Czerwony Krzyż (Stowarzyszenie Opieki nad Grobami Wojennymi), przy współpracy Gminy Tuchów.